# Gare de Tourcoing (métro de Lille)
Pour la gare ferroviaire, voir Gare de Tourcoing.
Gare de Tourcoing est une station de la ligne 2 du métro de Lille, située à Tourcoing.

## Situation
Comme son ancien nom l'indique, la station se trouve sous la place Sébastopol à Tourcoing.

### Origine du nom
La station portait à l'origine le nom de Tourcoing - Sébastopol. Depuis le 6 mars 2017, elle se nomme Gare de Tourcoing en raison de sa proximité avec la gare ferroviaire située à 400 m. Ce changement de nom répond à une demande de clarté pour les voyageurs utilisant le service Ouigo de la SNCF, qui dessert la gare de Tourcoing.

### Architecture
La station est bâtie sur trois niveaux souterrains, bénéficiant de deux accès et d'un ascenseur en surface :
- niveau -1 : vente et compostage des billets,
- niveau -2 : accès à la ligne 2, voies centrales et quais opposés

- Architecture intérieure

"Architecture
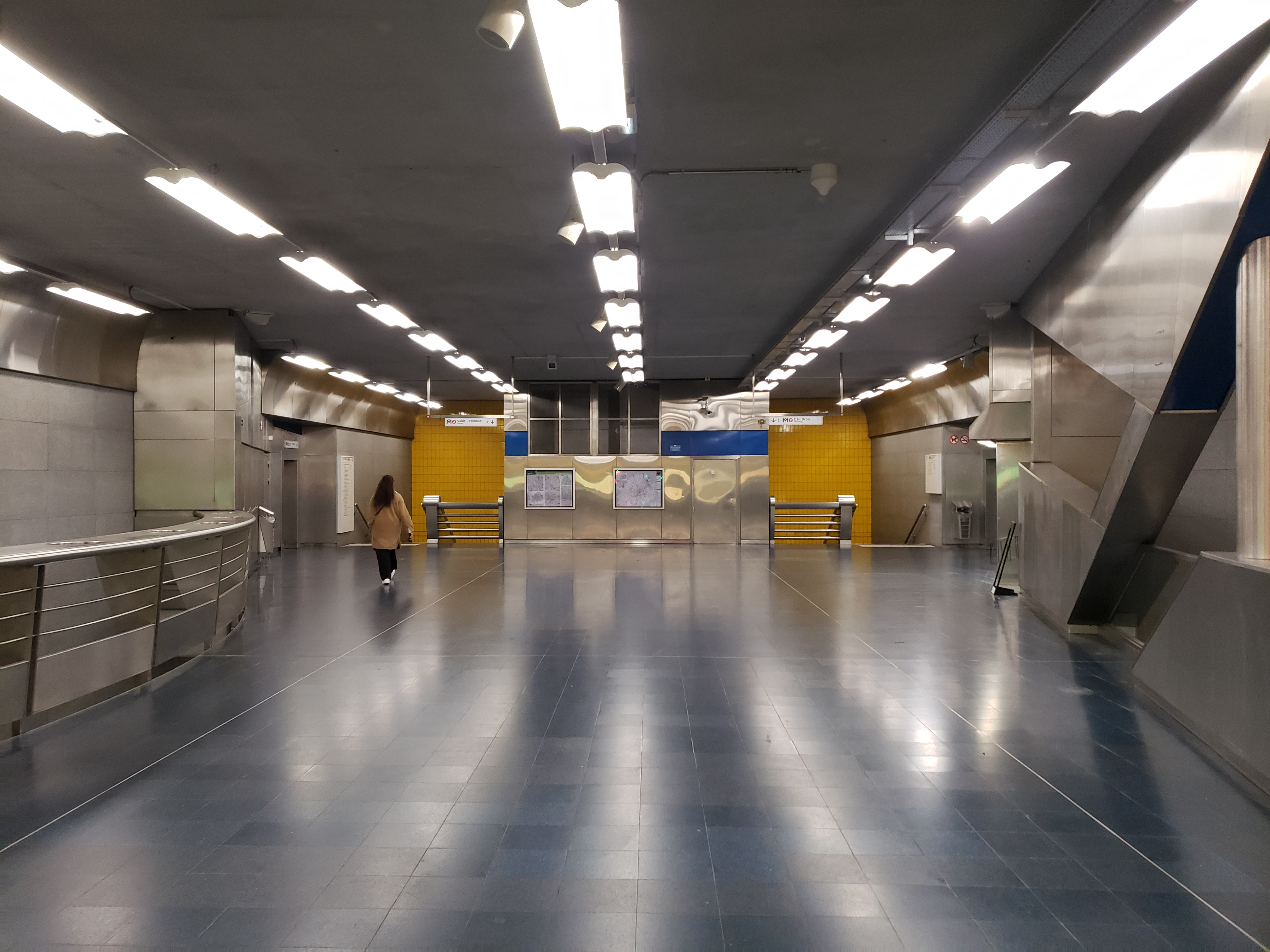
Vue générale de la mezzanine
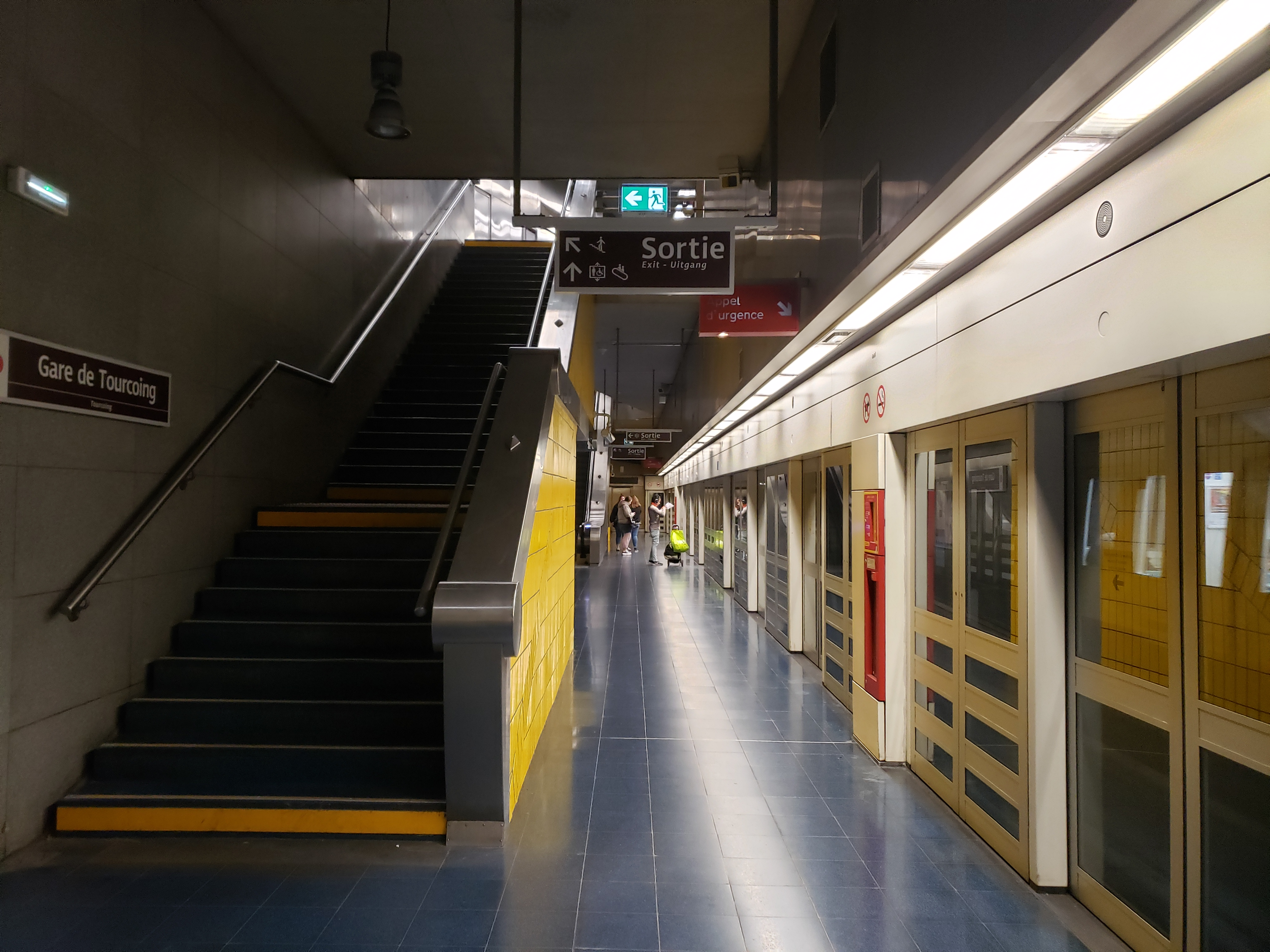
Quai direction C.H.-Dron

## Intermodalité
Par la gare de Tourcoing (située à environ 400 mètres), la station est desservie par des trains des réseaux TER Hauts-de-France, TGV inOui et Ouigo.
Par ailleurs, elle est desservie par la Liane 4.

## Autour
- La Caisse primaire d'assurance maladie (CPAM)
- La médiathèque André Malraux
- La gare de Tourcoing